# Ergasilus gibbus
Ergasilus gibbus is een eenoogkreeftjessoort uit de familie van de Ergasilidae. De wetenschappelijke naam van de soort werd in 1832 voor het eerst geldig gepubliceerd door Alexander von Nordmann.